# Oreto (Fluss)
Der Oreto (in arabischen Quellen Wādī al-ʿAbbās, in lateinischen als flumen Abbes) ist ein Fluss in Sizilien, der durch das gleichnamige Tal fließt, das sich über die Gemeinden Altofonte, Monreale und Palermo erstreckt.

## Eigenschaften und Verlauf
Der Oreto ist ungefähr 22 Kilometer lang, entspringt südlich von Palermo und verläuft durch die Conca d’Oro entlang des Rückens des Monte Matassaro Renna. Danach fließt er in Richtung des südlichen Stadtrands der sizilianischen Hauptstadt, in der er schlussendlich ins Tyrrhenische Meer mündet. Die Mündung ist von der Uferpromenade des Porto di Sant'Erasmo zu sehen. Der Wasserlauf hat ein reißendes Wesen und führt selbst in den heißesten Monaten immer Wasser, was an den vielen Quellen entlang seines Laufes und dem Reichtum an Grundwasser in dieser Gegend liegt. 1997, im Jahr mit den neuesten verfügbaren Zahlen, betrug der monatliche Durchschnitts-Durchfluss des Flusses zwischen einem Maximum von 1,87 Kubikmeter pro Sekunde im Januar und einem Minimum von 0,116 Kubikmeter pro Sekunde im August. Den größten Teil seines Wassers erhält der Oreto aus seinen großen Zuflüssen, dem Torrente dei Greci, dem Vallone Piano di Maglio und dem Vallone della Monaca, ebenso wie seinen wichtigsten Quellen, Api, Alloro a Vigna d'Api, Villa Renda, Santa Maria und Fontana del Lupo.
Entlang des Flusses wurden im 16. Jahrhundert mehrere Brücken errichtet, darunter der Ponte delle Teste Mozze im Verlauf des Corso dei Mille. In dessen Nähe überspannte der mittelalterliche Ponte dell’Ammiraglio aus dem 12. Jahrhundert einen Nebenarm des Flusses. 
Bei der Kampagne I luoghi del cuore im Jahr 2018 des Fondo Ambiente Italiano (FAI) erreichte der Oreto den zweiten Platz mit 83.138 Stimmen.